# Shunta Awaka
Shunta Awaka (阿波加 俊太 Awaka Shunta?, Hokkaido, 7 de febrero de 1995) es un exfutbolista japonés que jugaba como guardameta.

## Trayectoria

### Clubes
| Club                       | País  | Año       |
| -------------------------- | ----- | --------- |
| Hokkaido Consadole Sapporo | Japón | 2013-2022 |
| S. C. Sagamihara (cedido)  | Japón | 2014      |
| J. League sub-22 (cedido)  | Japón | 2014      |
| Honda F. C. (cedido)       | Japón | 2015      |
| Ehime FC (cedido)          | Japón | 2017      |
| Suzuka PG                  | Japón | 2022-2023 |
| Hokkaido Consadole Sapporo | Japón | 2024      |